# الانتخابات البرلمانية العراقية سبتمبر 1954
أجريت انتخابات برلمانية مبكرة في العراق في 12 سبتمبر 1954، بعد أن حل الملك البرلمان في 3 أغسطس. ظل حزب الاتحاد الدستوري هو الحزب الأكبر، حيث فاز بـ 94 مقعدًا من أصل 135 مقعدًا، على الرغم من أن 25 مقعدًا فقط كانت موضع تنافس فعلي.